# Mary Augusta Ward
Mary Augusta Ward (Hobart, 11. lipnja 1851. – London, 24. ožujka 1920.), britanska književnica, poznata pod pseudonimom »Gđa Humpry Ward« i svojemu snažnom protivljenju sufražetskom pokretu. Potjecala je iz ugledne obitelji pisaca i učitelja Arnold: otac joj je bio profesor književnosti, djed pjesnik, a suprug i oba sina pisci. Bila je teta Aldousa Huxleya, a obitelji Arnold i Huxley su, osim krvne povezanosti, ostavile značajan trag u britanskoj književnosti na prijelazu stoljeća.
U svoja djela unosila je vrijednosti viktorijanskog doba, koje je i sama živila i baštinila, o čemu je pisala i u svojem posmrtno objavljenom dnevniku u obliku memoara Odjeci osamdesetih, na koji se u svojim djelima pozivao i Oscar Wilde. Jedna je od najistaknutijih predstavnika viktorijanstva u britanskoj književnosti. Pisala je i scenarije za filmove temeljene na svojim djelima.